# Need for Speed Unbound
Need for Speed Unbound (được cách điệu thành NFS Unbound) là một trò chơi đua xe điện tử sắp ra mắt vào năm 2022, trò chơi được phát triển bởi Criterion Games và được xuất bản bởi Electronic Arts cho PlayStation 5, Windows và Xbox Series X/S. Đây là phần thứ hai mươi lăm trong loạt game Need for Speed, cũng là phần tiếp theo do Criterion hợp tác phát triển cùng với EA Gothenburg kể từ bản Rivals năm 2013 và là phần đầu tiên với tư cách là nhà phát triển chính kể từ bản Most Wanted năm 2012.
Vào ngày 6 tháng 10 năm 2022 Unbound được EA tiết lộ và trò chơi được phát triển bởi Criterion. Trò chơi có phong cách nghệ thuật kết hợp các yếu tố nghệ thuật đường phố như nghệ thuật đổ bóng và graffiti cùng với các phong cách nghệ thuật thực tế hơn lấy từ các bản Need for Speed khác. Bản đồ dựa trên một thành phố hư cấu lấy cảm hứng từ Chicago được gọi là Lakeshore City. Trò chơi này sẽ được phát hành vào ngày 2 tháng 12 năm 2022 cho hệ máy PlayStation 5, Windows và Xbox Series X/S, những người đặt trước tựa game hoặc có EA Play trở lên sẽ được chơi trước vào ngày 29 tháng 11

## Lối chơi
Need for Speed Unbound là một trò chơi đua xe lấy bối cảnh tại một thành phố hư cấu có tên là Lakeshore City, dựa trên Chicago. Giống như các phần trước trong loạt game, nó sẽ có một bản đồ thế giới mở và trò chơi sẽ có lối chơi tương tự như các phần trước trong loạt game chủ yếu tập trung vào đua xe đường phố. Hệ thống cấp độ truy nã "Heat" từ Need for Speed Heat sẽ được trở lại trong Unbound, người chơi sẽ cố gắng đạt được nhiều cấp độ truy nã của cảnh sát để tăng điểm "REP". Ngoài ra, tương tự như các mục trước, trò chơi sẽ có nhiều hình thức độ phương tiện khác nhau như lắp đặt nhiều phụ kiện trang trí xe khác nhau, thêm bộ chia hoặc thậm chí loại bỏ hoàn toàn đỡ va trước hoặc sau.

## Phát triển và phát hành
Vào tháng 2 năm 2020, đã có thông báo rằng việc phát triển các trò chơi Need for Speed trong tương lai sẽ trở lại với Criterion Games vì Ghost Games sẽ được chuyển về EA Gothenburg. Criterion Games trước đây đã từng phát triển Hot Pursuit (2010) và Most Wanted (2012). Trò chơi ban đầu dự kiến phát hành vào năm 2021 nhưng đã bị đẩy lùi sang năm 2022 vì nhóm tạm thời được chỉ định lại để hỗ trợ phát triển Battlefield 2042. Vào tháng 5 năm 2022, EA thông báo rằng họ đã hợp nhất Codemasters Cheshire vào Criterion Games nhằm tạo ra một nhóm lớn hơn để phát triển trò chơi.
Một vài ngày trước khi trò chơi được tiết lộ, người hâm mộ nhận thấy rằng EA đã vô tình làm lộ tên của tựa game Need for Speed sắp tới trên trang web của họ. Ngoài ra, người hâm mộ cũng nhận thấy rằng hình ảnh quảng bá của trò chơi đã được đăng tải sớm trên trang web của nhà bán lẻ Nhật Bản Neowing. Unbound chính thức lộ diện vào ngày 6 tháng 10 năm 2022. Trong một đoạn video trên YouTube, EA đã giới thiệu phong cách nghệ thuật đường phố của trò chơi, cũng như có sự góp mặt của rapper A$AP Rocky − người được sắp đặt chế độ riêng trong trò chơi cũng như sẽ có một số bản nhạc của anh ấy với nhóm AWGE xuất hiện trong trò chơi. EA đã tuyên bố rằng họ sẽ tung ra các bản cập nhật miễn phí sau khi trò chơi ra mắt.
Unbound cũng nhận được một bản phát hành hợp tác đặc biệt với thương hiệu thời trang đường phố và phong cách sống Palace có trụ sở tại Vương quốc Anh. Với một khoản phí bổ sung cho bản phát hành chính, NFS Unbound Palace Edition được bổ sung thêm nhiều phần thưởng gồm nhiều nhãn hàng khác nhau, bao gồm bốn chiếc xe trong màu sơn của Palace và 20 sản phẩm quần áo mang nhãn hiệu Palace cho nhân vật trong trò chơi của người chơi.